# ميت أندرسون
ميت أندرسون (بالنرويجية البوكمول: Mette Andersson)‏ هي عالمة اجتماع نرويجية، ولدت في 12 أكتوبر 1964.